# 如东经南通苏州至湖州城际铁路
如东经南通苏州至湖州城际铁路，简称如通苏湖线，为连接中华人民共和国江苏省如东、南通通州区、海门、常熟、苏州吴江至浙江省南浔、湖州至长兴的城际铁路，正线全长约251千米，其中江苏境内正线长约227千米，浙江境内正线长约24千米。

## 浙江段
浙江段即南浔至长兴段，全长64.801km，设车站11座。拥有者为湖州市轨道交通建设管理服务中心和浙江如通苏湖城际铁路有限公司，该公司主要控股单位为湖州市轨道交通集团。浙江段亦为轨道上的湖州建设行动方案（2021-2025年）计划推进的10个轨道交通项目之一。

## 江苏段
2020年12月22日，如通苏湖铁路苏州北至吴江段预可咨询会在北京召开。
2021年，江苏省政府召开新闻发布会，发布了《关于进一步加快推进铁路发展的意见》，提出明确将突出加快城市群城际和都市圈市域（郊）铁路建设，包括开工建设如通苏湖城际铁路。同年，国家发改委印发《长江三角洲地区多层次轨道交通规划》发布，如通苏湖城际铁路为涉及南通的城际铁路项目，南通市将积极推进列入该规划项目的前期工作、协调解决项目规划建设中的问题困难，全力推动项目早开工早建成早见效。9月22日至24日，苏州北至吴江段在苏州市召开可研咨询会议。
2022年9月7日，如通苏湖城际铁路跨越长江，被称为“万里长江第一隧”的海太长江隧道正式开工。
该线原设有太仓支线，被纳入江苏省政府2021年9月份印发的《江苏省“十四五”铁路发展暨中长期路网布局规划》，接苏锡常城际铁路已经开工的太仓站，但随着苏锡常线与如通苏湖线在常熟段线位的更改，该支线已经成为改线后苏锡常线的正线的一部分。

## 历史
- 2022年4月20日 南浔至长兴段环境影响评价第一次公示
- 2022年8月15日 南浔至长兴段环境影响评价征求意见稿公示[14]
- 2022年9月9日 湖州市环保局受理南浔至长兴段环境影响评价报告书
- 2022年9月29日 湖州市环保局批复南浔至长兴段环境影响评价报告书[15]
- 2022年9月13日 浙江省发展改革委批复南浔至长兴段可行性研究报告[16]
- 2022年11月2日 浙江先行段正式开工[17]
- 2024年9月15日 苏州北站至苏州东站段环境影响评价第一次公示
- 2025年4月7日 苏州北站至苏州东站段环境影响评价第二次公示[18]